# アースノーマット

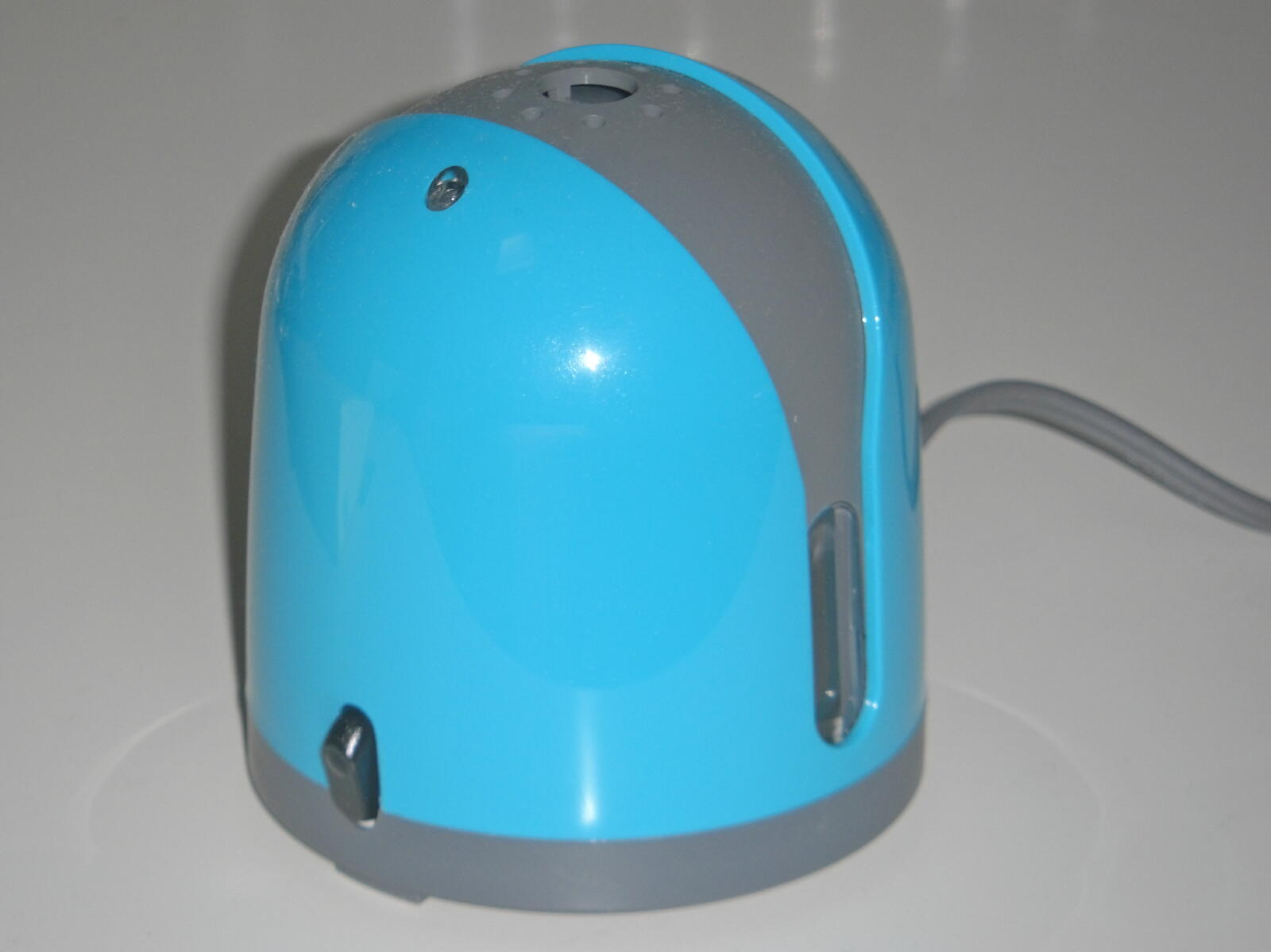
アースノーマットの器具
（写真はレギュラータイプ/スカイブルー）

アースノーマットとは、アース製薬株式会社の電子式液体蚊取りマットである。

## 概要
ボトルに詰められた液体の殺虫薬剤を、専用器具のヒーター（現行器具では半導体セラミックヒーターを採用）により130℃前後で加熱、蒸散させ、蚊やハエなどの昆虫を駆除するものである。1984年にそれまで主流だった蚊取りマットの欠点を克服する商品として発売された。取替えボトルの種類によって、30日用～120日用（1日12時間使用した場合）と持続時間が異なる。また、10～24畳までの部屋に対応する「アースノーマット 広いお部屋用」もある。
また、グループ会社のアース・ペットからも「ペット用アースノーマット」が発売されている。

## 製品ラインナップ
器具付セット
セット品の器具はいくつか種類がある。2024年2月に蚊取りブタを除く器具付セットのパッケージデザインを変更するリニューアルが行われた。
- 60日セット（ホワイトブルー、ホワイトピンク/天板スイッチタイプ器具） - ホワイトブルーはプラスチック製のクリアケース入りだったが、2022年2月のパッケージデザイン変更で紙箱となり、スカイブルーとパッケージデザインが統一された。2024年2月のリニューアルに伴い、スカイブルーを廃止（30日セット専用に変更後、30日セット自体を廃止）する代わりに、新色のホワイトピンクが追加された。なお、取替えボトルは器具付セット共通で通常1本同梱されているが、ホワイトブルーに関しては販路限定で取替えボトルが2本同梱する仕様が設定されている。
- 60日セット コードレス - 壁のコンセントに直接差し込むコンパクトサイズのコードレスタイプ。アンダープラグ設計のため、2口コンセントの場合、上のコンセントにセットすれば下のコンセントが使用可能となる。2022年2月のパッケージデザイン変更の際、60日セット ホワイトブルー同様に紙箱となった。
- 蚊取りブタ - 蚊取りブタをモチーフとした器具と60日用無香料の取替えボトルのセット。現在販売されているのはブラックボディの「蚊取り黒ブタ」のみ。
- 60日セット 広いお部屋用（ホワイトブルー/天板スイッチタイプ器具） - 10～24畳用。2021年2月に器具を60日セットと同じホワイトブルーの天板スイッチタイプ器具に変更され、製品名を変更。2024年2月のリニューアルに伴って再度製品名が変更された。

取替えボトル
取替えボトルは「アースノーマット」の器具であれば、どのタイプでも使用可能。広いお部屋用の取替えボトルを使用すれば、最大24畳までの広い部屋に対応可能となる。60日用と90日用の2本入に設定されている微香性はフローラルの香りで、使用中であることを香りで知らせてくれる。なお、取替えボトルは仕様変更が行われることが多く、製造時期によって有効成分が異なる（パッケージ裏面・ボトル裏面・使用説明書に記載されている販売名が異なっているため仕様の区別は可能）。2020年6月現在はすべての取替えボトルがピレスロイド系のメトフルトリンに統一されており、仕様により含有量が異なる。
2020年2月に「120日用 無香料」に2本入りを追加発売したことに合わせ、「120日用 無香料」を除く他の取替えボトルは一斉にメトフルトリンの含有量を減らすなどの仕様変更が行われ、販売名を変更。このタイミングで、「120日用 無香料」を含め、取替えボトルの外箱（正面及び左側面）やボトルの右上にアース製薬のコーポレートロゴが入るようになった。
2021年2月には、器具付セットで発売されていた「BOTANICAL」が取替えボトルとして新たに設定された。
なお、電子式液体蚊とりは有効成分・芯・リングヒーターの温度の組み合わせが各メーカー毎に異なっており、「アースノーマット」以外の電子式液体蚊とりの取替えボトルを使用した場合の有効性や安全性を確認しておらず、発火等火災の危険を生じる恐れがあるため、取替えボトルに同封されている使用説明書やアース製薬の製品情報サイトには「アースノーマット」以外の取替えボトルは使用しない旨の記載がされている。
- 30日用 [販売名:アースノーマットCS1] - メトフルトリン 76.5mg/本
  - 無香料（2本入(60日分)）
- 60日用 [販売名:アースノーマットCS2] - メトフルトリン 148.5mg/本
  - 無香料（1本入・2本入(120日分)・3本入(180日分)）
  - 微香性（2本入(120日分)）
  - BOTANICAL（2本入(120日分)） - 天然アロマの森の香り
- 90日用 [販売名:アースノーマットCS3] - メトフルトリン 225mg/本
  - 無香料（2本入(180日分)）
  - 微香性（2本入(180日分)）
- 120日用 [販売名:アースノーマットCS4] - メトフルトリン 297mg/本
  - 無香料（2本入(240日分)）
- 広い部屋用 60日用 [販売名:アースノーマットCS8] - メトフルトリン 297mg/本
  - 無香料（2本入(120日分)）

ペット用
ペット用では使用薬剤をd・d-T80-プラレトリンへ変更。農林水産省より承認を受けた動物用医薬部外品となる。器具についても耐熱性や耐衝撃性に優れた強化素材を用いたドーム形状となる。なお、チョウバエを適用害虫とし、レモンユーカリ由来成分を配合した不快害虫用の「ペット用アースノーマット虫よけ」もラインナップされる。
なお、ペット用の取替えボトルは「アースノーマット」とボトルが共通のため、「アースノーマット」の器具にもそのまま使用可能である。
- 器具付セット
  - 60日セット タフボディ【動物用医薬部外品】
  - 60日セット コードレス【動物用医薬部外品】
  - 虫よけ 60日セット - 器具はかつて発売されていた「Next Plus+」と同じスリムタイプとなる。
- 取替えボトル
  - 60日用 1本入[販売名:ペット用アースノーマット60]
  - 90日用 1本入[販売名:ペット用アースノーマット90]
  - 虫よけ 60日用 1本入

## 注意点
- 人間やイヌ・ネコ、鳥などにとっては比較的安全な殺虫成分ピレスロイドであるが、カブトムシやスズムシなどの昆虫を飼っている場合、これらの昆虫も死んでしまうので使ってはならない。また、カエルや金魚なども悪影響を受けることがあるので注意が必要である。
- 使用開始から8年以上経過した器具は経年劣化を起こす可能性が高くなるため、2009年から取替えボトルのパッケージや使用説明書に"ご使用前に器具の点検を!"を記載し、長期間（7～8年）使用した器具は新しい器具へ交換するように薦められている。これに連動して、取替えボトルの外箱や使用説明書に記載されている対応器具も現在は製造されていない古い機種が記載されなくなっている。
- シーズンオフなど、3～4ヶ月以上長期間使用しない場合にはボトルを器具から取り外し、キャップを閉めて保管するように指示されている。指示通りに保管しており、液が残っていれば翌年に持ち越して引き続き使用することが可能である。

## 商標登録
アース製薬株式会社の商標登録は次のとおり。
- 登録1848401  アースノーマット
- 登録1878462  アースノーマット
- 登録2494043  アースノーマット＼巻取り君
- 登録2494044  アースノーマット＼まきとりくん
- 登録2503714  アースノーマット＼巻き取りくん
- 登録2533674  アースノーマット＼ワンタッチ
- 登録2567575  アースノーマット＼ポコリ
- 登録3070967  アースノーマット＼ロング
- 登録3106645  アースノーマット＼ロング

また、アース製薬株式会社は「ノーマット」でも商標登録している。次のとおり。
- 登録2701667  ノーマット
- 登録4276072  ノーマット
- 登録4786406  プチ＼ノーマット
- 登録4786407  プリティ＼ノーマット
- 登録4798828  リトル＼ノーマット
- 登録4930747  ノーマット＼マイルドミニ
- 登録4930749  ノーマット＼ピュアミニ
- 登録4930750  ノーマット＼ピュア&ストロング
- 登録4972915  ノーマット＼メタルタイプ

## 派生商品
どこでもつかえるアースノーマット【防除用医薬部外品】
乾電池で稼動するタイプ。ハニカム構造とした薬剤入りカートリッジを本体に搭載された静音ファンで拡散する。2009年から器具がツートーンカラーのドーム型となり、2015年3月に本体セットが紙製パッケージとなった。さらに、これまで数量限定品として設定されていた180日（1日8時間稼働時）がレギュラー製品化された（なお、つめかえのラインナップは90日のみ）。
発売当初は「電池でノーマット」で発売されていたが、2018年2月に「アースノーマット電池式」に改名、2022年2月に現在の「どこでもつかえるアースノーマット」に再改名され、パッケージデザインも変更された。なお、パッケージデザインの変更のみの為、「電池でノーマット」・「アースノーマット電池式」・「どこでもつかえるアースノーマット」にはいずれにも相互互換性があり、つめかえについては、現行のドーム型だけでなく、歴代の「電池でノーマット」のすべての器具（魚型・角型・ブタ型）にも使用可能である。
どこでもつかえるアースノーマット コールマン【防除用医薬部外品】
2022年2月発売。アウトドア・キャンプ用品メーカーのコールマンとコラボレーションし、器具のカラーを変更し、正面に「Coleman」のロゴを入れた限定品。器具付セット品のみの設定で、薬剤を取替える際は通常品と同じく「どこでもつかえるアースノーマット」のつめかえを用いる。

### スプレー式
アースおすだけノーマット【防除用医薬部外品】
4.5～8畳の部屋に1回噴射するプッシュ式。2022年2月にスプレータイプ（ロングを含む）がくびれが付いた形状に変更された。かつては誤噴射防止ロックを内蔵した「専用容器付セット」や専用容器・スプレー兼用の「つけかえ」も発売されていたが、現在はスプレータイプのみ。ラインナップは120日分と200日分の2種類があり、200日分には、無香料の他に限定品として「BOTANICAL」も設定されているほか、蚊に対しての効果を24時間に延長し、誤噴射防止ロックを内蔵した「ロング」（2015年4月発売）も設定されている。
おすだけノーマット スプレータイプ プロプレミアム【防除用医薬部外品】
2018年2月発売。「おすだけノーマット スプレータイプ」に「パワフルショットスプレー」を採用し噴射力を高めた製品。120日分と200日分の2種類が設定されている。
おすだけノーマットワイド スプレータイプ プロプレミアム【防除用医薬部外品】
2020年2月発売。「おすだけノーマット スプレータイプ プロプレミアム」の9～16畳用。120日分のみの設定。

### 消臭剤
ヘルパータスケ 良い香りに変える 消臭ノーマット 快適フローラルの香り
「モンダミン」や「らくハピ」など複数のブランドを横断して展開する介護用品ブランド「ヘルパータスケ」の一製品として2019年2月発売。シキボウが開発した臭気対策成分「デオマジック」を配合した電子式液体芳香消臭剤。蚊を駆除する製品ではないため、パッケージにその旨が記載されている。1日24時間のフル使用で約60日間持続する。
器具+ボトルセットと取替えボトルが用意されている。器具は発売当初「アースノーマット NextPlus+ 60日セット」と同じホワイトのスリムタイプ器具であったが、2021年に天板スイッチタイプのホワイトブルーの器具へ変更（同時に外装を紙箱へ変更）。また、香りのバリエーションについても、当初からある「快適フローラルの香り」に加え、取替えボトルに「快適グリーンの香り」が追加された。
システムの原理はアースノーマットそのものであるため、器具に「アースノーマット」の取替えボトルをセットすることで蚊取りとして、取替えボトルを「アースノーマット」の器具にセットして消臭芳香剤としてそれぞれ使うことが可能である。

## ストップモスキートプロジェクト
「アースノーマット」の発売25周年を記念し、社会貢献の一環として、2009年4月に「ストップモスキートプロジェクト」を開始。これは同年8月末までの期間中、「アースノーマット」器具付セット（「電池でノーマット」・「おそとでノーマット」の本体セットも対象）の売り上げの一部（1個に付き5円、1,000万円が上限）を日本赤十字社の「地域保健強化事業（愛ホップ）」を通じ、マラリアなど蚊を媒介する感染症に苦しむ人々や基礎医療サービスが受けらない人々の命を守るさまざまな活動に充てられる。
同年9月10日に日本赤十字社へ1,000万円を寄付。この活動が認められ、2010年4月2日に紺綬褒章を受章した。

## CM出演
- 森光子
- 松居直美
- 荒井注（1980年代前半）
- 志村けん（荒井の後任、1980年代後半 - 1990年代前半）
- 笑福亭鶴瓶（『マグマ大使』のパロディCM。1993年 - ）
- 久本雅美
- 古谷一行
- 大谷直子
- 松方弘樹・仁科明子・目黒正樹
- 大東めぐみ(電池でノーマット)
- 伊東四朗
- つるの剛士（『ストップモスキートプロジェクト』のスペシャルサポーター）
- 山口祐一郎（2012年5月 - 2017年8月）
- 郷ひろみ（2018年5月 - ）
- Matt（2020年4月 - ）※WebCM

## 他社の液体式電気蚊取り器
- ベープリキッド（フマキラー）
- キンチョウリキッド（大日本除虫菊）

## 訴訟

### アースノーマット 対 キンチョウリキッド
1994年、「アースノーマット」の本体と薬液ボトルの特許権を侵害したとして、アース製薬は「キンチョウリキッド」を製造・販売する大日本除虫菊を大阪地方裁判所に提訴した。大阪地方裁判所・大阪高等裁判所それぞれの判決で本体の特許は無効となり、また薬液ボトルについては特許では薬液の溶媒は脂肪族系有機溶剤（油性）としていたたため、ブチルジグリコール（水性）を使用していたキンチョウリキッドにおいては特許侵害が成立せず、アース製薬が敗訴した。なお薬液ボトルの特許は、2004年1月31日に特許存続期間が満了している。

### 電池でノーマット 対 カトリス
2006年7月、「電池でノーマット」の特許権を侵害したとして、アース製薬は「カトリス」を製造・販売する大日本除虫菊に警告を送った。一方、大日本除虫菊は特許は無効だとして、アース製薬に対して差止権不存在確認訴訟を東京地方裁判所に申し立てた。アース製薬も大日本除虫菊に対して製造・販売禁止を求める反訴を行った。判決で特許は無効となったものの、両者ともに請求は棄却された。

### お外でノーマット 対 どこでもベープNo.1
2008年7月、「お外でノーマット」の特許権を侵害したとして、アース製薬は「どこでもベープNo.1」を製造・販売するフマキラーを東京地方裁判所に提訴した。またフマキラーもパッケージデザインが似ているとして、アース製薬に対して不正競争防止法に基づき製造・販売を差し止める仮処分を東京地方裁判所に申し立てた。判決で特許が無効となったが、仮処分については2010年4月に、互いの製品のパッケージデザインを変えることを条件に和解が成立した。